# Cyathea smithiana
Cyathea smithiana är en ormbunkeart som beskrevs av A. Rojas. Cyathea smithiana ingår i släktet Cyathea och familjen Cyatheaceae. Inga underarter finns listade.